# سیارک ۲۴۳۹۷
سیارک ۲۴۳۹۷ (به انگلیسی: 24397 Parkerowan، نامگذاری:2000AT186) بیست و چهار هزار و سیصد و نود و هفتمین سیارک کشف شده‌است که در ۸ ژانویه ۲۰۰۰ کشف شد.
قدر مطلق سیارک برابر ۱۲.۹ است.